# Salix lemmonii
Salix lemmonii es una especie de sauce perteneciente a la familia de las salicáceas. Es nativa del oeste de Norteamérica desde British Columbia a California y Colorado, donde crece en zonas húmedas y muy húmedas en las montañas en los bosques de coníferas en hábitat tales como arroyos y praderas.

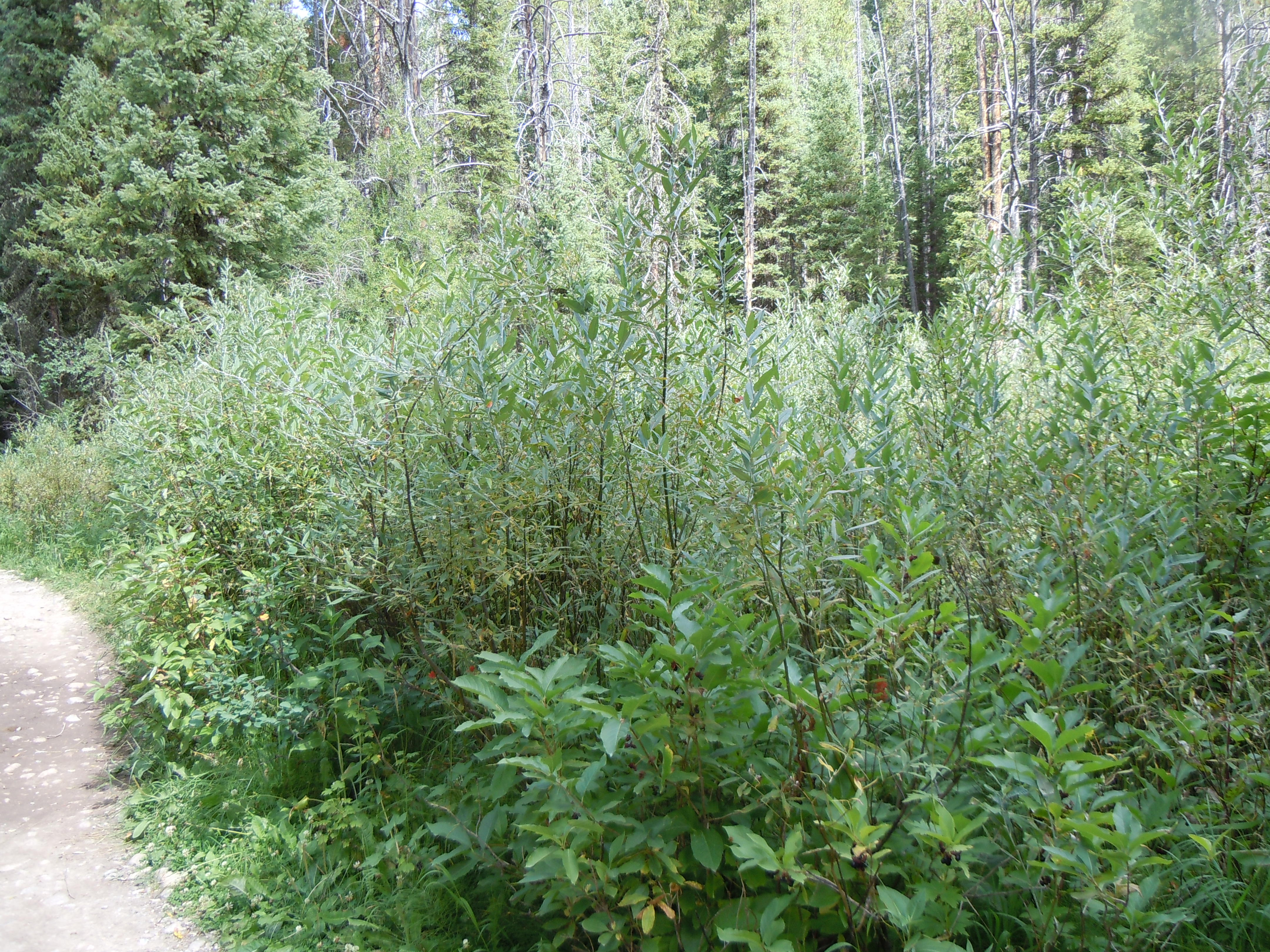
Vista de la planta en su hábitat

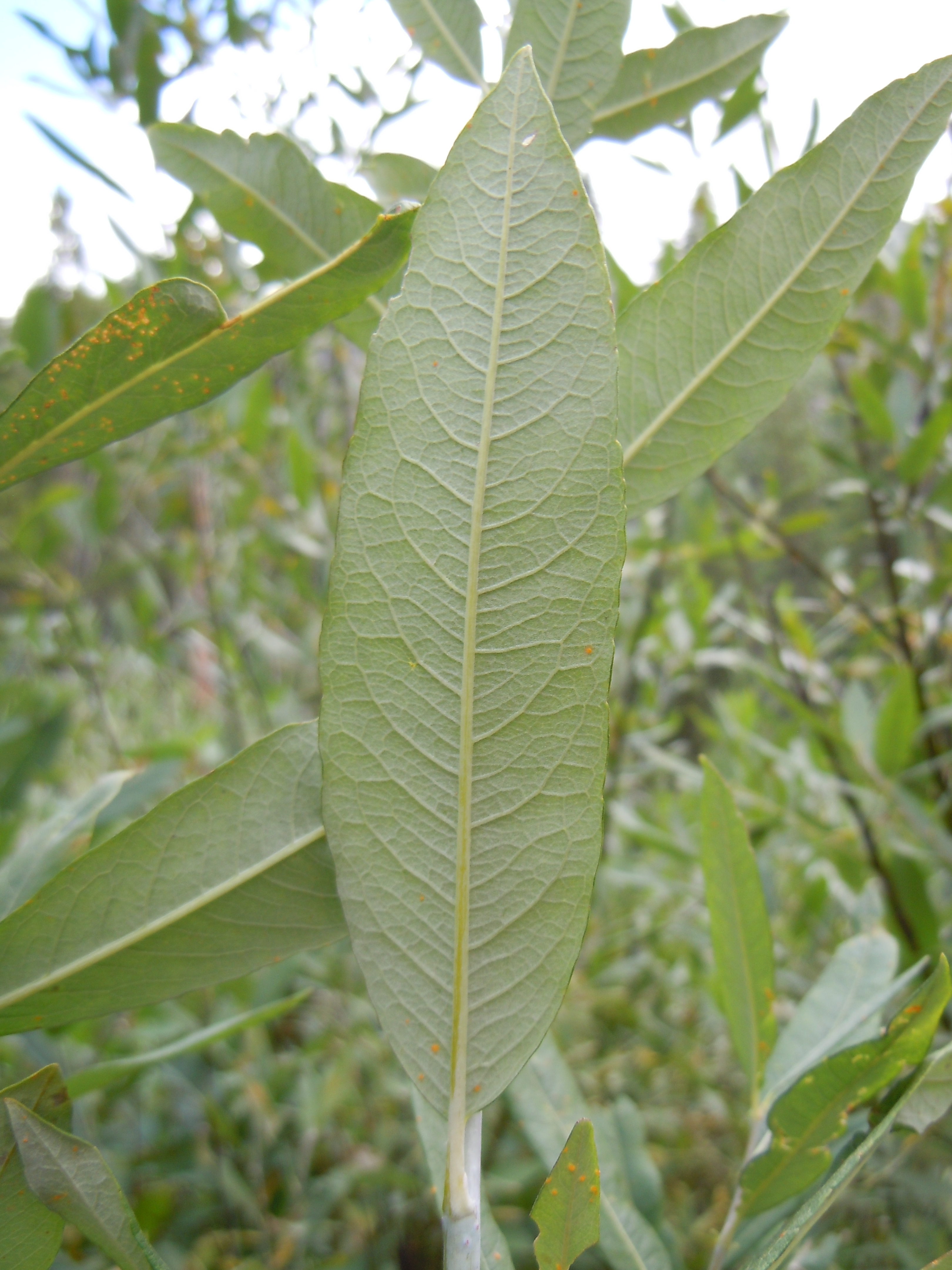
Detalle de las hojas

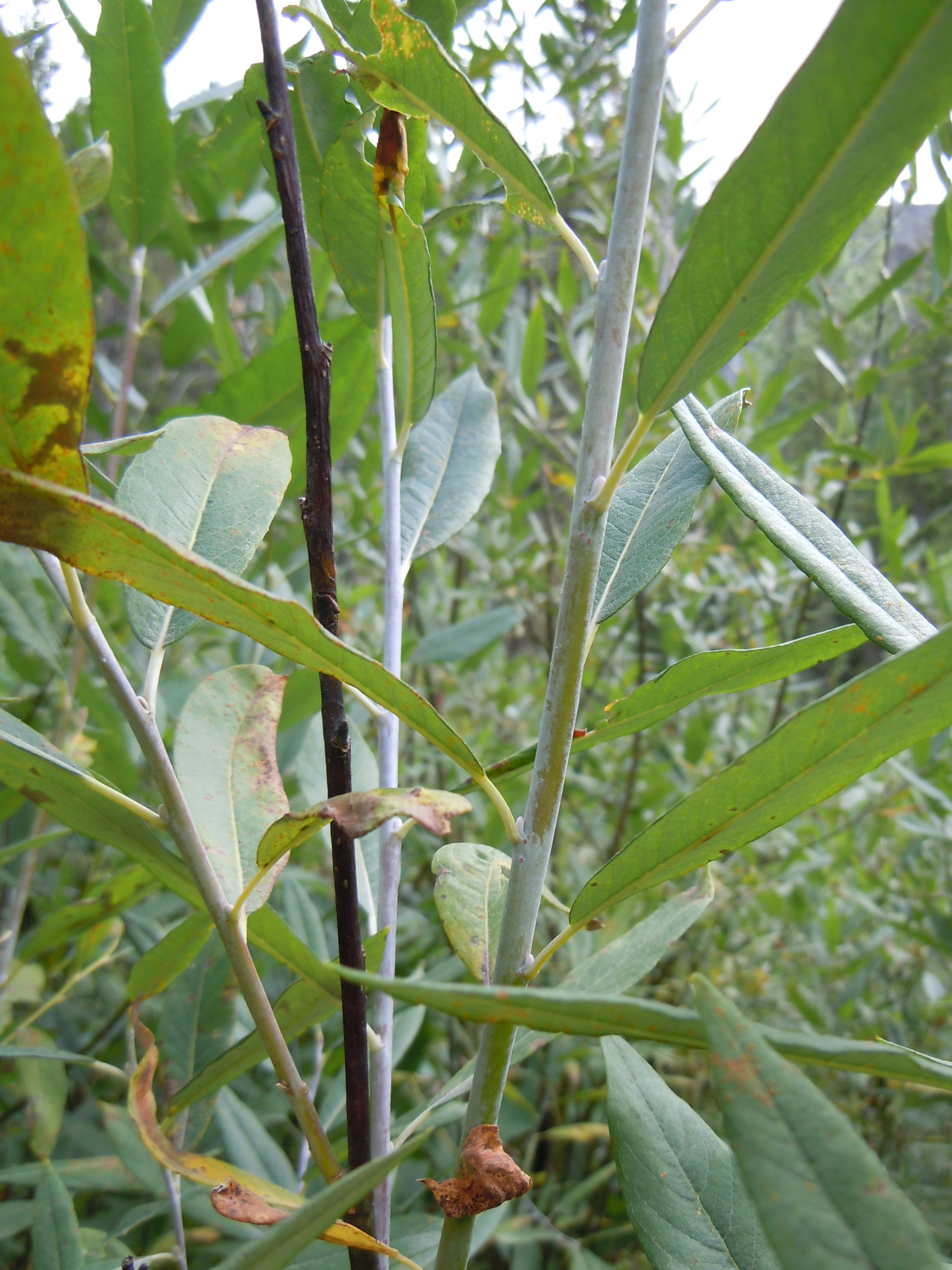
Follaje

## Descripción
Salix lemmonii es un arbusto  que alcanza un tamaño de 1 a 4 metros de altura, a veces formando colonias en matorrales. Sus tallos se agrupan y se extienden en muchas ramas delgadas y angulares. Las hojas son de hasta 11 centímetros de largo, en forma de lanza, de forma ovalada con extremos puntiagudos, lisos o ligeramente dentadas en los bordes. La inflorescencia es un fuerte amento de unos pocos centímetros de largo, el amento femenino alcanza los 6 o 7 centímetros, cuando los frutos se desarrollan. Este sauce a veces se hibrida con Salix geyeriana, con el que está estrechamente relacionado.

## Usos
Este arbusto se utiliza comúnmente en la revegetación de proyectos en su área de distribución, en los que es útil para estabilizar la erosión ribereña del hábitat.

## Taxonomía
Salix lemmonii fue descrita por Michael Schuck Bebb y publicado en Geological Survey of California 88, en el año 1879.
Etimología
Salix: nombre genérico latino para el sauce, sus ramas y madera.
lemmonii: epíteto otorgado en honor del botánico John Gill Lemmon.
Sinonimia
- Salix austinae Bebb
- Salix lemmonii var. austiniae (Bebb) C.K. Schneid.
- Salix lemmonii var. macrostachya Bebb
- Salix lemmonii var. melanolepis Bebb
- Salix lemmonii var. sphaerostachya Bebb[4]